# Eugène de Méan de Beaurieux
François Eugène de Méan de Beaurieux, né à Liège le 9 février 1789 et mort le 7 avril 1876 , est un sénateur belge. 

## Biographie
Eugène de Méan de Beaurieux appartient à une famille qui reçoit ses premières lettres de noblesse en 1648 et en 1745 le titre de comte. Il est le fils de Pierre de Méan, chambellan impérial et bourgmestre de Liège, et de la comtesse Marie-Aloyse de Würben. Il est le beau-frère du sénateur François de Stockhem de Kermt. Il meurt sans descendance. François de Méan, dernier prince-évêque de Liège et cardinal-archevêque de Malines, est son oncle. 
Le jeune de Méan appartient à la garde d'honneur de l'empereur Napoléon Ier puis il devient chambellan de Guillaume I. Il fut confirmé dans la noblesse en 1816 avec le titre de comte. 
En 1830, il est membre suppléant du Congrès national, mais n'est pas appelé à siéger. En 1831, il est élu sénateur catholique de l'arrondissement de Liège et exerce ce mandat jusqu'en 1835. Il est également conseiller provincial de Liège de 1838 à 1848. 